# Талисманы зимних Олимпийских игр 2014
Талисма́ны зи́мних Олимпи́йских игр 2014 го́да — часть олимпийской символики зимних Олимпийских игр 2014 года, которые проводились с 7 по 23 февраля 2014 года в городе Сочи, Россия. Согласно утверждённым итогам финального голосования 26 февраля 2011 года, выбрано три талисмана — Леопард, Белый Мишка и Зайка. Талисманами зимних Паралимпийских игр 2014 года стали Лучик и Снежинка.
По мнению журнала «GEO», миссия олимпийского талисмана — «отразить дух страны-хозяйки игр, принести удачу спортсменам и накалить праздничную атмосферу». Чаще всего олимпийский талисман изображается в виде животного, наиболее популярного в стране, принимающей спортсменов, или в виде анимированного выдуманного существа. Талисманы олимпиад имеют рекламно-коммерческую значимость и используются страной-организатором игр, в данном случае — Россией, в качестве дополнительного источника финансирования.
Выбранные талисманы являются собственностью Международного олимпийского комитета (МОК), управляемого Организационным комитетом Олимпийских игр «Сочи 2014».

## История выбора талисмана
Первоначально талисманом и символом зимних Олимпийских игр 2014 года жители Сочи выбрали дельфина на лыжах, автором которого стала ярославская художница Ольга Беляева.
Голосование проходило 2 марта 2008 года вместе с выборами Президента России на всех избирательных участках города среди 270 тысяч избирателей.
Однако, после того, как результаты голосования были обнародованы, представитель Оргкомитета «Сочи 2014» отметил, что официально талисман зимних Игр будет объявлен не ранее 2011 года.
1 сентября 2010 года Организационный комитет зимних олимпийских и паралимпийских игр в Сочи в 2014 году совместно с газетой «Известия» объявили всероссийский конкурс талисманов игр, в котором мог принять участие любой желающий. Всего на конкурс было прислано 24 048 работ от участников со всех регионов России и от граждан, проживающих за рубежом.
Зарегистрированные посетители сайта «Талисман Сочи-2014» имели возможность оценить предложенные варианты талисманов по пятибалльной шкале. Абсолютным лидером рейтинга популярности среди идей талисманов стала бесхвостая амфибия «Зойч», московского художника Егора Жгуна.
21 декабря были подведены итоги первого тура выбора талисманов Олимпийских и Паралимпийских игр. Экспертное жюри выбрало из присланных работ 10 вариантов идей для Олимпийских игр и 3 — для Паралимпийских.
При отборе финального списка идей талисманов экспертное жюри проигнорировало мнение большинства голосовавших на сайте людей и не внесло в финальный список талисманов вышеупомянутую амфибию Зойч, которая до декабря 2010 года набрала наибольшее число голосов, и следующие по популярности Варежки от студии «Турбомилк». До Зойча первое место удерживал Педобир. При этом, например, Дед Мороз, идея которого активно продвигалась общественным движением «Голосуйте за Деда Мороза», созданным представителями туристического бизнеса (в частности, компанией «Орфей») и администрацией Вологодской области, в финальный список попал.
В экспертное жюри вошли: Юрий Башмет, Игорь Бутман, Фёдор Бондарчук, Олеся Владыкина, Николай Дроздов, Светлана Журова, Наталья Ионова, Михаил Куснирович, Татьяна Навка, Гор Нахапетян, Владимир Пирожков, Александр Попов, Виталий Смирнов, Олег Табаков, Михаил Терентьев, Анатолий Прохоров, Святослав Ушаков. Возглавил жюри генеральный директор ОАО «Первый канал» Константин Эрнст.
После этого, группа профессиональных художников воплотила выбранные идеи в аккуратно выполненные рисунки, которые были представлены 7 февраля 2011 года.

## Финалисты конкурса
Приведены «легенды» персонажей. Жирным выделены персонажи, выбранные в качестве Олимпийских талисманов, жирным курсивом — в качестве Паралимпийских.
1. Дед Мороз (англ. Ded Moroz). Чтобы сохранять работоспособность и здоровье, занимается спортом: лыжами, санками и коньками. Накануне голосования «взял самоотвод» (был исключён — см. ниже).
2. Бурый медведь (англ. The Brown Bear). Основал спортивную школу для малышей в Заповедном лесу, чтобы заниматься зимним спортом, даже не впадает в спячку. Автор талисмана — единственный кандидат с Украины, киевлянин Денис Олейник.
3. Леопард (англ. The Leopard). Горный спасатель-альпинист; живёт на огромном дереве на высокой скале в горах Кавказа; отличный сноубордист. Был поддержан премьер-министром Путиным[11], что во многом предопределило итоги голосования[12].
4. Белый медведь (англ. The Polar Bear). Живёт за полярным кругом в иглу, где из снега и льда не только стены, но и все вещи; воспитывался полярниками, которые научили его кататься на лыжах и коньках и играть в кёрлинг; но больше всего ему понравилось кататься на санках. Впервые был упомянут в песне, исполненной 1 декабря 2009 года во время представления Оргкомитетом «Сочи 2014» эмблемы (логотипа) Игр-2014[13].
5. Зайка (англ. Zaya the doe hare, The Hare). Учится в Лесной Академии на «отлично», помогает маме в семейном ресторанчике «Лесная запруда», участвует в спортивных соревнованиях. Автор талисмана — Сильвия Петрова, школьница из деревни Новое Буяново Янтиковского района Чувашии[14][15].
6. Солнышко (англ. The Little Sun). Младшая сестра Солнца; снимается в мультфильмах, позирует для детских рисунков, занимается спортом, особенно любит фристайл.
7. Лучик (англ. The Fire Boy, The Ray of Light). Прибыл на Землю с жаркой планеты; у друзей он научился кататься на лыжах и играть в хоккей.
8. Снежинка (англ. The Snow Girl, The Snowflake). Прибыла на Землю на ледяной комете; она любит танцевать, поэтому её любимые виды спорта — коньки и фристайл.
9. Снегирь (англ. The Bullfinch). Читал спортивные газеты и мечтал о карьере спортивного тренера; очень любит зимние виды спорта, особенно лыжи, коньки и хоккей.
10. Матрёшки (англ. The Matryoshka dolls). Игрушки-талисманы для спортивного праздника. Мастер выточил их из дерева на станке и дал каждой своё качество: силу, ловкость, целеустремлённость и интеллект; они — команда, и дополняют друг друга.
11. Дельфин (англ. The Dolphin). Спортивный комментатор, вырос в Московском дельфинарии, где каждый день тренировался и добился наград в разных видах спорта; командирован в Чёрное море, чтобы делать профессиональные репортажи. 2 марта 2008 года был предварительно выбран жителями города Сочи как талисман Игр-2014[5].

### Исключение из числа финалистов
Накануне решающего голосования ведущий Иван Ургант объявил, что из финального списка кандидатов на звание талисмана жюри исключило Деда Мороза в связи с тем, что в случае победы традиционный для россиян символ Нового года стал бы собственностью Международного олимпийского комитета, что автоматически происходит с талисманами игр.

## Голосование

### Альтернативные голосования
Со 2 февраля 2011 года был создан альтернативный сайт «talismansochi2014.ru» с голосованием за финалистов. Голосовать можно было при наличии аккаунтов в социальных сетях «ВКонтакте», «Фейсбук», а также при наличии аккаунта в «Твиттере». В результате, до 26 февраля 2011 года голоса распределились следующим образом:
1. Белый Мишка − 124 206 голосов
2. Дед Мороз − 115 373 голосов
3. Леопард − 47 881 голосов

Заяц, Лучик и Снежинка оказались в конце списка.
На сайте «sovsport.ru» голосование дало следующие итоги:
1. Белый Мишка − 25,4 % голосов
2. Дельфин − 21,0 % голосов
3. Леопард − 17,3 % голосов

10 февраля 2011 года Всероссийский центр изучения общественного мнения (ВЦИОМ) также провёл опрос россиян по поводу талисманов. Голоса распределились следующим образом:
1. Дед Мороз — 24 % голосов
2. Дельфин — 16 % голосов
3. Бурый медведь — 16 % голосов

### Итоги голосования
Из финальных вариантов талисманы были окончательно выбраны 26 февраля 2011 года при голосовании в телешоу «Талисмания. Сочи 2014. Финал» на Первом канале. Было сообщено об учёте 1,4 млн голосовавших. Жюри объявило сразу трёх победителей, которые и стали талисманами:
1. Леопард[21] (автор Вадим Пак, г. Находка) − 28,2 % голосов
2. Белый Мишка[22] (автор Олег Сердечный, г. Сочи) − 18,3 % голосов
3. Зайка[23] (автор Сильвия Петрова, деревня Новое Буяново, Янтиковский район, Чувашия) − 16,4 % голосов

Согласно объявленному выбору спортсменов-паралимпийцев, талисманами зимних Паралимпийских игр 2014 года стали Лучик и Снежинка.
Комментируя итоги выборов, Президент Оргкомитета «Сочи 2014» Дмитрий Чернышенко отметил:
«Сегодня Игры в Сочи получили свои символы — впервые в истории Олимпийского движения их выбирала вся страна! По результатам голосования было принято решение, что победителями конкурса по олимпийскому принципу станут вошедшие в первую тройку при народном голосовании. Эти персонажи — выбор всей нашей страны. Это Белый Мишка, Зайка и Леопард, и они уже стали частью истории мирового Олимпийского движения!».
В то время как премьер-министр Путин, по его словам, был сторонником победившего Леопарда, президент Медведев, согласно озвученным позже заявлениям, поддерживал занявшего второе место Белого Мишку, а также выразил недовольство процессом выбора талисманов.
Кроме того, некоторые СМИ и пользователи Интернета критиковали олимпийские талисманы в плане их исполнения и количества. В частности, указывалось на то, что состав сочинских талисманов (Леопард, Белый Мишка и Зайка) практически идентичен троице талисманов Олимпийских игр в Солт-Лейк-Сити (Койот, Медведь и Заяц). Графическое исполнение Белого Мишки в целом, и особенно морды и большой круглой головы, более характерно для бурых медведей, нежели для белых, у которых голова вытянутая. Также отмечается близкое к плагиату сходство Белого Мишки с талисманом московской летней Олимпиады-1980 медвежонком Мишей, на что указывает и создатель образа последнего Виктор Чижиков.
Всемирный фонд дикой природы в России предложил Организационному комитету «Сочи 2014» отредактировать рисунок с Леопардом, мотивировав это тем, что по окраске меха изображённое животное больше похоже не на леопарда, а на снежного барса, который на Кавказе никогда не обитал.